# Arezzo
Arezzo ([aˈretʦo], lateinisch Arretium, etruskisch Aritim) ist eine Stadt mit 96.330 Einwohnern (Stand 31. Dezember 2023) in der mittelitalienischen Region Toskana, südöstlich von Florenz. Sie ist Hauptstadt der gleichnamigen Provinz und viertgrößte Stadt der Toskana (nach Florenz, Livorno und Prato).
Mit ihren Kaufherrenpalästen, Patrizierhäusern und Sakralbauten wird Arezzo gemeinhein als ein „Juwel“ der mittelalterlichen Architektur und Kultur betrachtet.

## Geschichte
Die Stadt war etruskischen Ursprungs und hieß etruskisch Aritim. Sie gehörte zum Zwölfstädtebund der mächtigsten etruskischen Städte und lag später an der antiken Via Cassia. Am Ende des 4. Jahrhunderts und zu Beginn des 3. Jahrhunderts v. Chr. war sie eine mächtige Gegnerin des Römischen Reichs. Im 3. Jahrhundert v. Chr. kam sie aber unter der Herrschaft des Römer und trug nun den lateinischen Namen Arretium. Während des Zweiten Punischen Kriegs (218–202 v. Chr.) gegen Hannibal diente sie den Römern als wichtiger Stützpunkt. Arretium ergriff in den 80er Jahren v. Chr. Partei für Gaius Marius in dessen Krieg gegen Sulla und wurde daher von Letzterem nach seinem Sieg durch Entziehung des römischen Bürgerrechts und Verlust seines Gebiets gestraft. Sowohl Sulla als auch später Caesar siedelten in Arretium Kolonisten an. In augusteischer Zeit befanden sich hier bedeutende Manufakturen zur Herstellung italischer Terra Sigillata.
Seit dem 4. Jahrhundert n. Chr. war Arezzo Bischofssitz, und in langobardischer und karolingischer Zeit Grafensitz; in nachkarolingischer Zeit dem Markgrafen der Toskana unterstellt. Die adlige und bischöfliche Verwaltung wurde im frühen 12. Jahrhundert durch die in Italien üblich werdende Konsularverfassung ersetzt. Zu Beginn des 13. Jahrhunderts ersetzte die kommunale Bewegung die alte Regierung, die nun ganz vom Konsul gestellt wurde. Die damit verbundenen Kämpfe zwischen dem Volk (popolo) und den Adelsgeschlechtern dauerten jedoch fort, wie es generell zu dieser Zeit zu sozialen Unruhen in den meisten Kommunen Ober- und Mittelitaliens kam.
In den Kämpfen zwischen den Ghibellinen und Guelfen stand Arezzo auf Seite der Ersteren und war somit Parteigänger der römisch-deutschen Kaiser. Es verfügte im 13. Jahrhundert über ein ausgedehntes Herrschaftsgebiet und trug häufig kriegerische Konflikte – bisweilen unter Führung seiner Bischöfe – mit Nachbarstädten, vor allem Florenz, aus. Nach einigen Siegen wurden die Einwohner Arezzos von den Florentinern in der Schlacht bei Campaldino (1289) entscheidend geschlagen; der mit in den Kampf gezogene Bischof von Arezzo, Guglielmino Ubertini, und zahlreiche Adlige der Stadt fielen. In den daraufhin ausgebrochenen Streitigkeiten zwischen den mächtigsten Familien Arezzos setzte sich das Geschlecht der Tarlati unter Führung des aus dieser Familie stammenden Bischofs Guido Tarlati Anfang des 14. Jahrhunderts durch und übte fortan die Oberherrschaft über die Stadt aus.

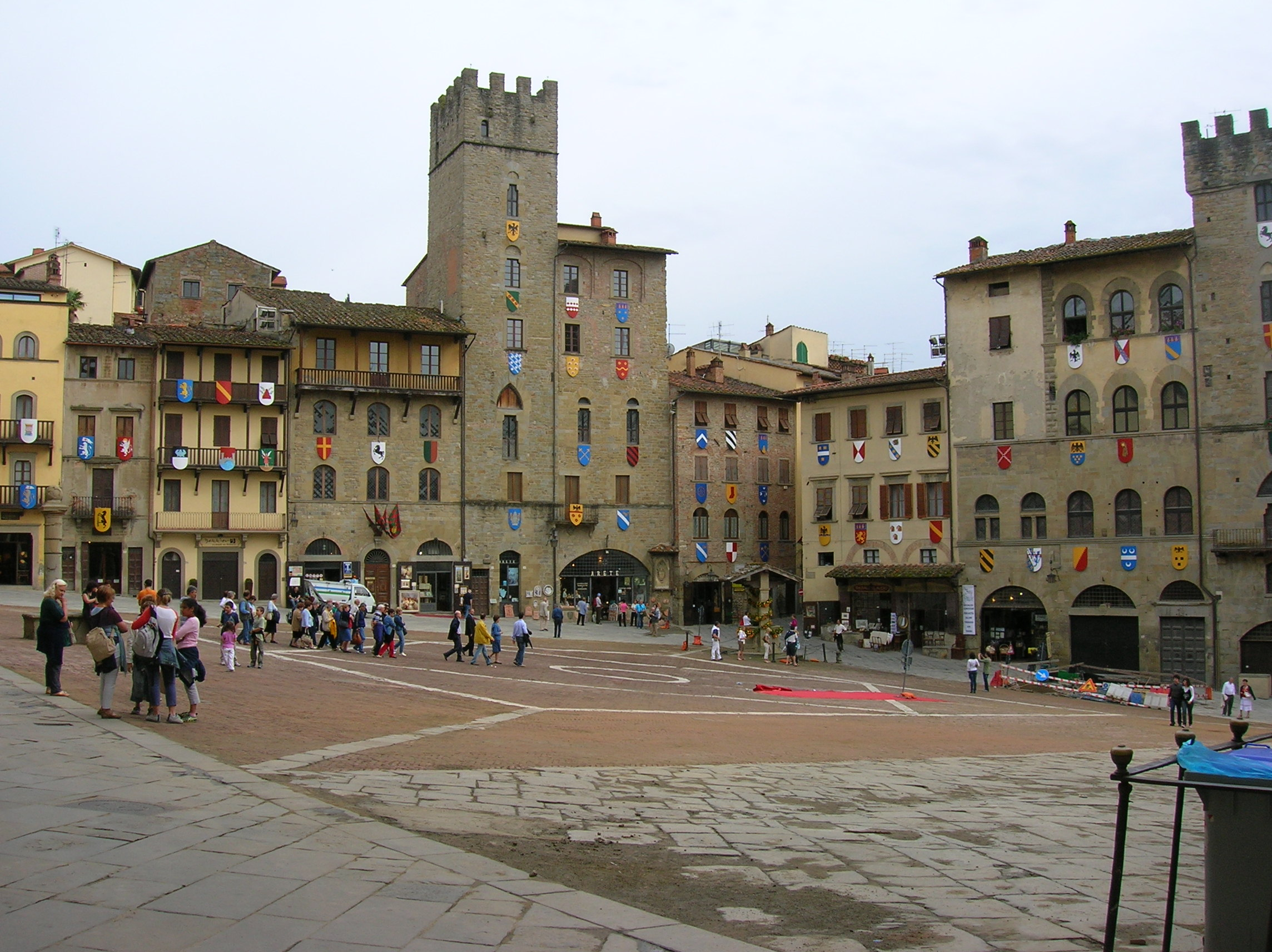
Patrizierhäuser am Rande der Piazza Grande

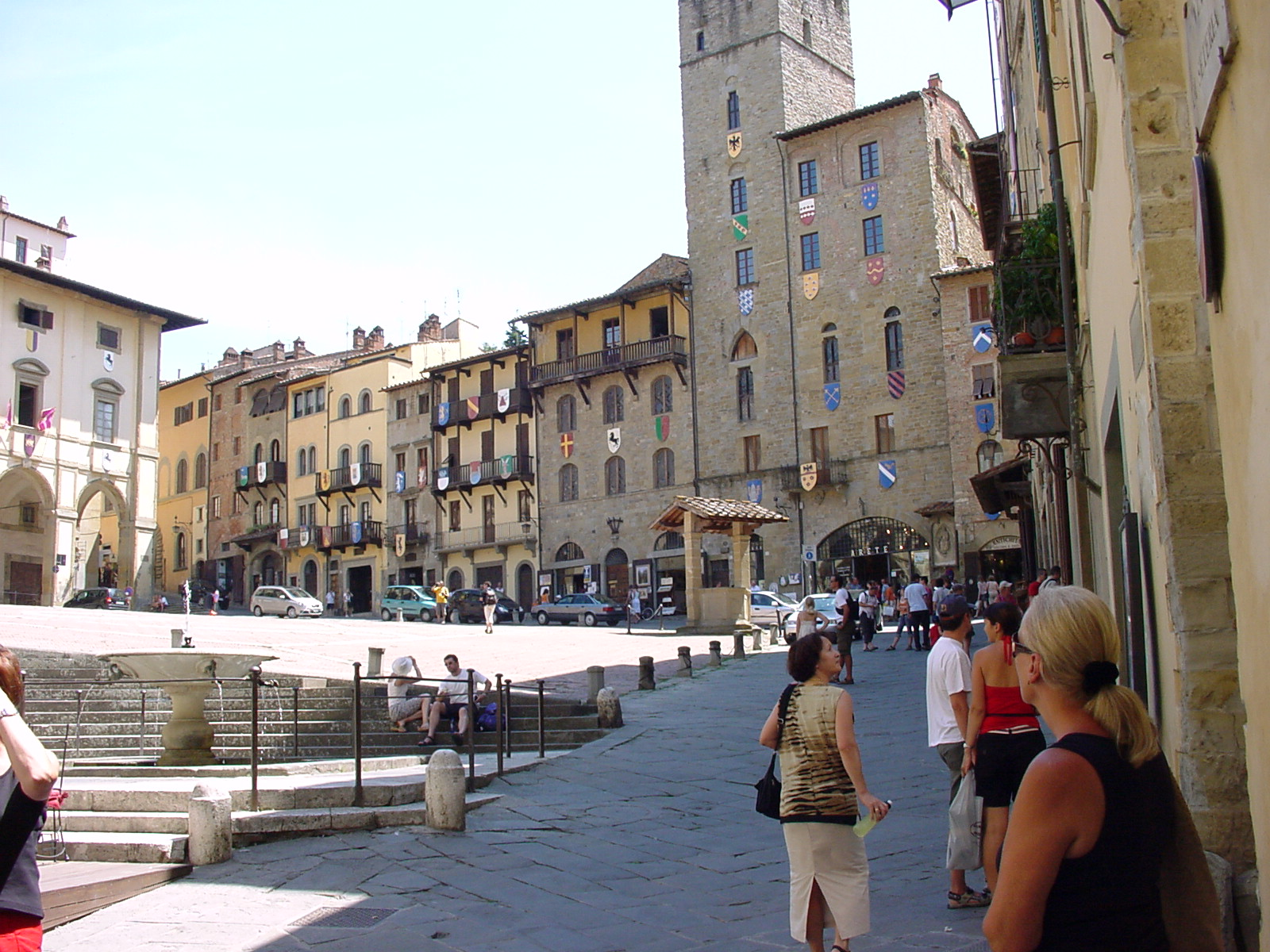
Piazza Grande in Arezzo

Neben Pisa hielt Arezzo als einzige Kommune der Toskana auch im frühen 14. Jahrhundert an seiner pro-ghibellinischen Haltung fest. So weilte Kaiser Heinrich VII. einige Zeit in Arezzo und erließ dort mehrere Gesetze. Nach den Verwüstungen durch die Söldnerarmeen des Fra Moriale (1341), John Hawkwood (1368) und Alberico da Barbiano (1381) wurde die Stadt 1384 von Enguerrand VII. de Coucy erobert und für 40.000 Goldflorin an die Florentiner verkauft. Sie verlor damit endgültig ihre Autonomie. Es kam in Arezzo zu Aufständen, so 1408 und 1431, doch verblieb die Stadt, von einigen Episoden abgesehen, unter florentinischer Herrschaft. Unter den Medici verfiel die Stadt, deren Blütezeit im 13. Jahrhundert schon längst überschritten war. 1860 kam Arezzo zum Königreich Italien.

## Universität
Zu Beginn des 13. Jahrhunderts kam es zur Gründung einer Universität durch abgewanderte Studenten aus Bologna. Schwerpunkt war in Arezzo ebenfalls die Jurisprudenz, außerdem die Medizin. Im 14. Jahrhundert verfiel die Universität jedoch und ging bald darauf unter. Heute befindet sich in Arezzo die Philosophische Fakultät der Universität Siena.

## Wappen
Beschreibung: In Silber ein nach rechts (heraldisch: links) springendes schwarzes Pferd. Über dem Schild die fünftürmige goldene Mauerkrone.

## Liste der Ortschaften im Gemeindegebiet
In Italien können Gemeinden sich in Fraktionen aufteilen, was auf Deutsch in etwa „Ortschaften“ bedeutet. In Arezzo gibt es folgende Fraktionen (italienisch frazioni):
Agazzi, Antria, Battifolle, Battifolle-Ruscello-Poggiola, Bossi-Cellaio, Bottega, Buon Riposo, Campi, Campoluci, Casa al Cincio, Casa alla Sisa, Ceciliano, Chiassa, Chiassa-Tregozzano, Donatiella, Dosso, Frassineto, Fusatone-Molin Bianco, Gaville, Giovi d'Arezzo, Giovi-Ponte alla Chiassa, Gorgone-Marmorino, I Ponti, I Sadotti, Il Busco, Il Matto, Il Torre, Indicatore, La Costa, La Filandra, La Pazienza, Le Lastre, Le Poggiacce, Lentignano, Madonna di Mezzastrada, Marcena, Meliciano, Molin Bianco-Pian d'Usciano, Molin Nuovo, Molinelli, Monte Petrognano, Monte Sopra Rondine, Muciafora, Mugliano-Fattoria Mugliano, Olmo, Osteria Nuova, Ottavo, Palazzetti, Palazzo del Pero, Patrignone, Peneto, Petrognano Basso, Pieve al Bagnoro, Poggiola, Policiano, Ponte alla Chiassa, Ponte Buriano-Cincelli, Porcile, Poggiolo, Pratantico, Pratantico-Indicatore, Puglia, Quarata, Ranco di Frassineto, Rigutino, Rondine, Ruscello, Salceta-Formicheto-Osteria, San Cassiano, San Firenze-Fonte di Sala, San Giuliano d'Arezzo, San Leo, San Polo, San Zeno, Santa Firmina, Santa Maria alla Rassinata, Sargiano, Scopeto, Sereni, Staggiano, Stoppedarca, Stroppiello, Talzano, Terrarossa, Tregozzano, Venere, Vitiano

## Sehenswürdigkeiten
- Dom San Donato, dessen großformatige Glasgemälde von Fra Guillaume de Marcillat besonders sehenswert sind
- Badia delle Sante Flora e Lucilla mit den Umbauten und dem Hochaltar von Giorgio Vasari
- die Kirche San Francesco mit einem Freskenzyklus Piero della Francescas
- die Kirche San Domenico mit dem frühesten erhaltenen Werk Cimabues
- die Kirche Santissima Annunziata, die wichtigste Kirche der Hochrenaissance in Arezzo
- die Kirche Santa Maria delle Grazie mit der bekannten Loggia aus der Frührenaissance
- Casa Petrarca – angeblich das Geburtshaus des Dichters, Humanisten und Gelehrten Francesco Petrarca – mit einer Ausstellung zu seinen Werken[5]
- Casa di Giorgio Vasari – Der in Arezzo geborene Maler und Baumeister Giorgio Vasari, der unter anderem die Uffizien in Florenz gebaut hat, erwarb 1540 das zweistöckige Haus und malte die Räume mit prächtigen Fresken aus
- die schräg abfallende Piazza Grande mit der Kirche Santa Maria della Pieve und dem monumentalen Palazzo delle Logge, der Ende des 16. Jahrhunderts ebenfalls nach Plänen von Vasari errichtet wurde
- das Museo Archeologico Mecenate im ehemaligen Kloster San Bernardo mit Fundstücken aus etruskischer und römischer Zeit
- der Palazzo Pretorio aus dem 14. Jahrhundert, seit 1404 der Sitz des obersten Richters; im Inneren befindet sich die städtische Bibliothek mit wertvollen Handschriften und Miniaturen.

In der Nähe bei Ponte Buriano (frazione di Arezzo) vermuten manche die in dem weltberühmten Gemälde „Mona Lisa“ von Leonardo da Vinci dargestellte Brücke an der Strada Provinciale Setteponti zu erkennen.

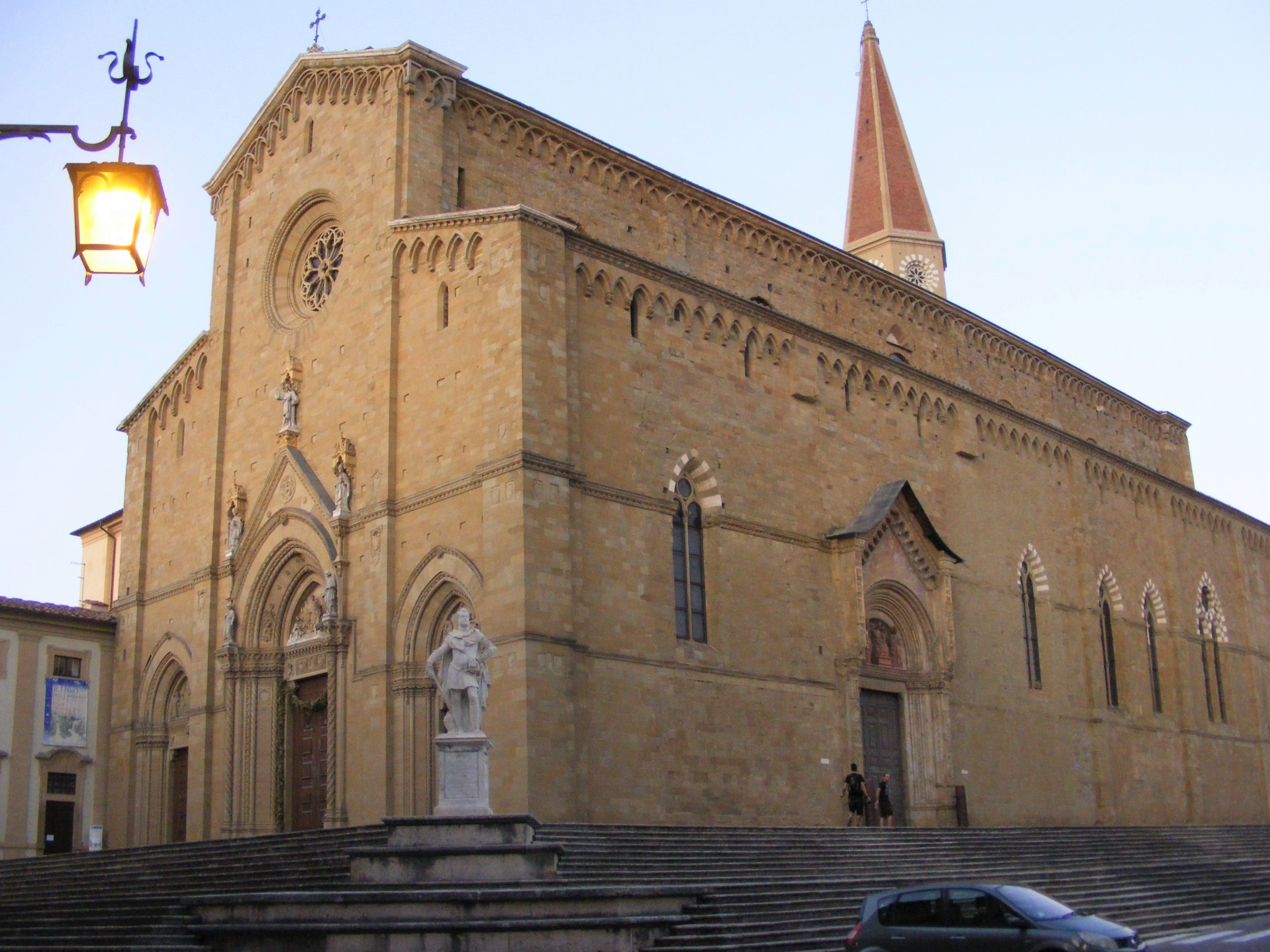
Dom von Arezzo
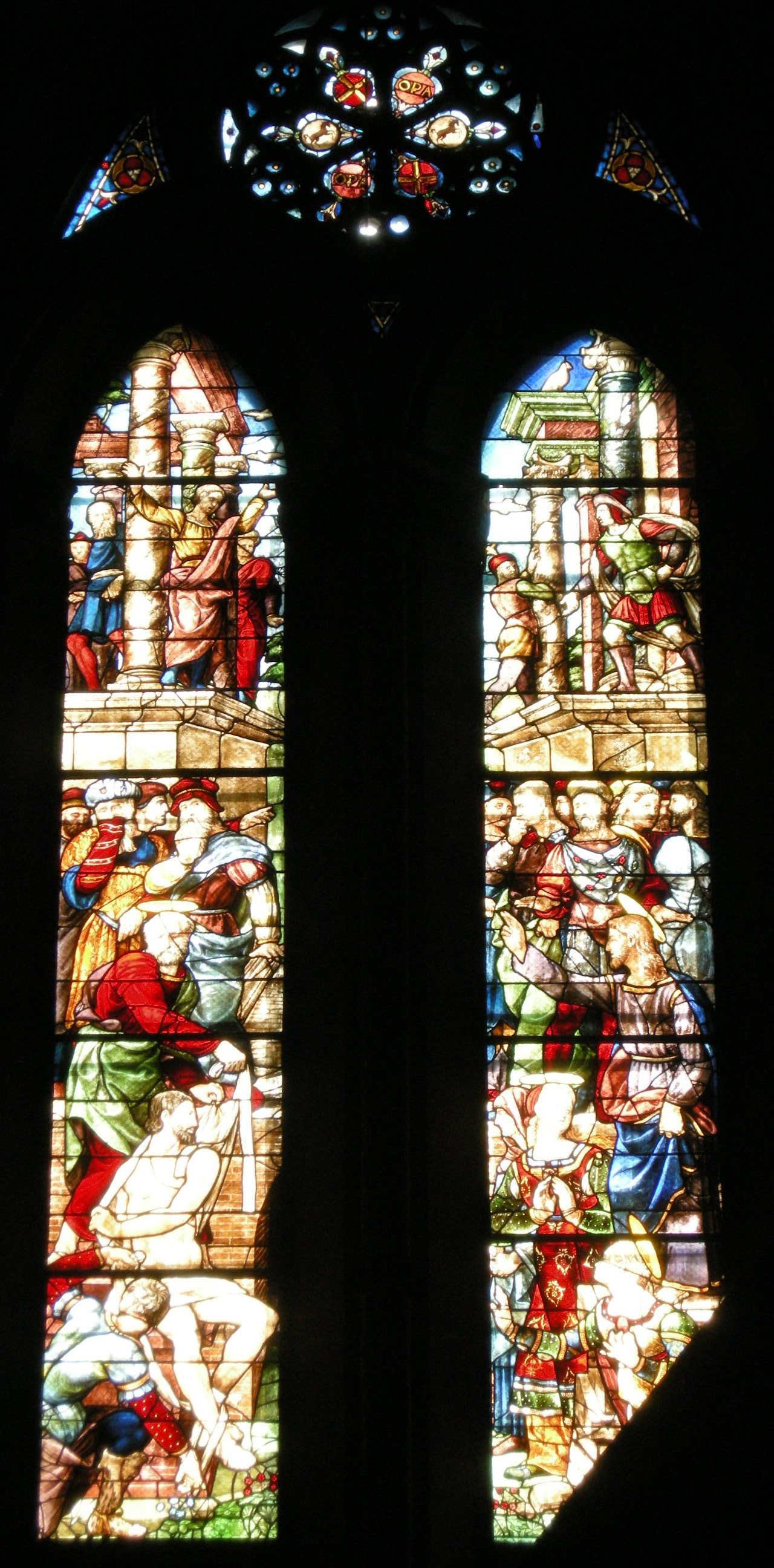
Glasgemälde von Marcillat im Dom
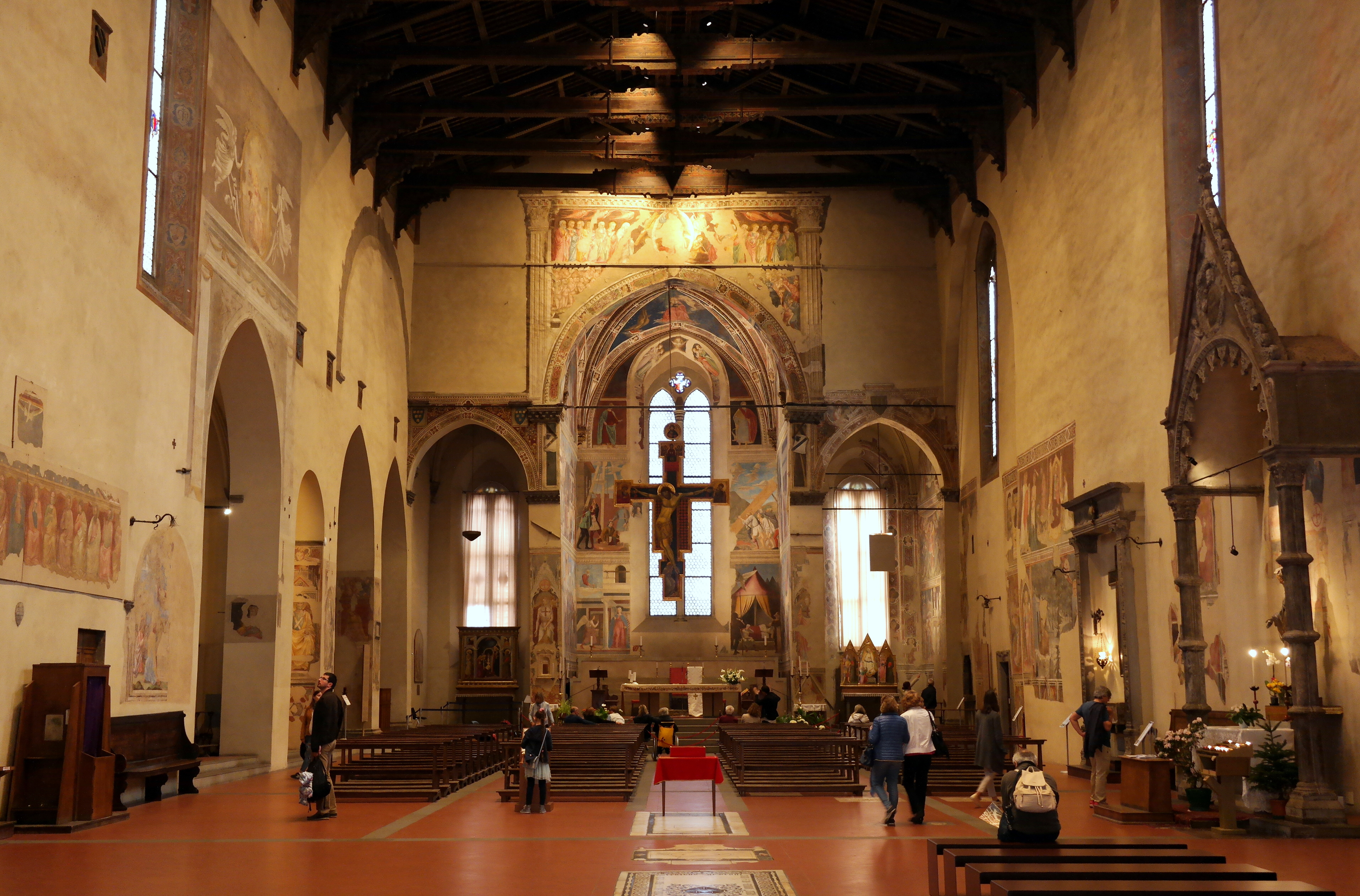
San Francesco mit Fresken della Francescas
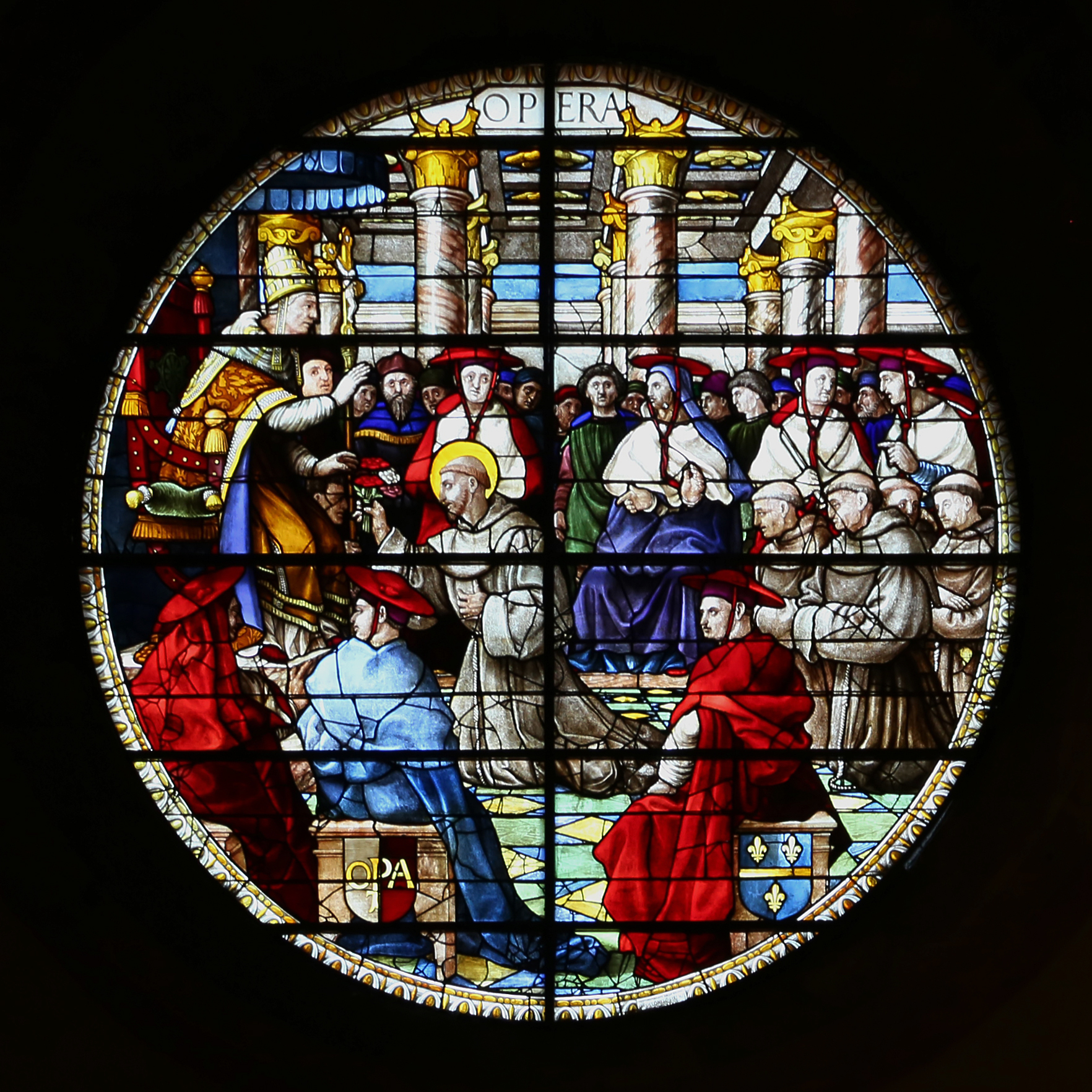
Rundfenster in San Francesco von Marcillat
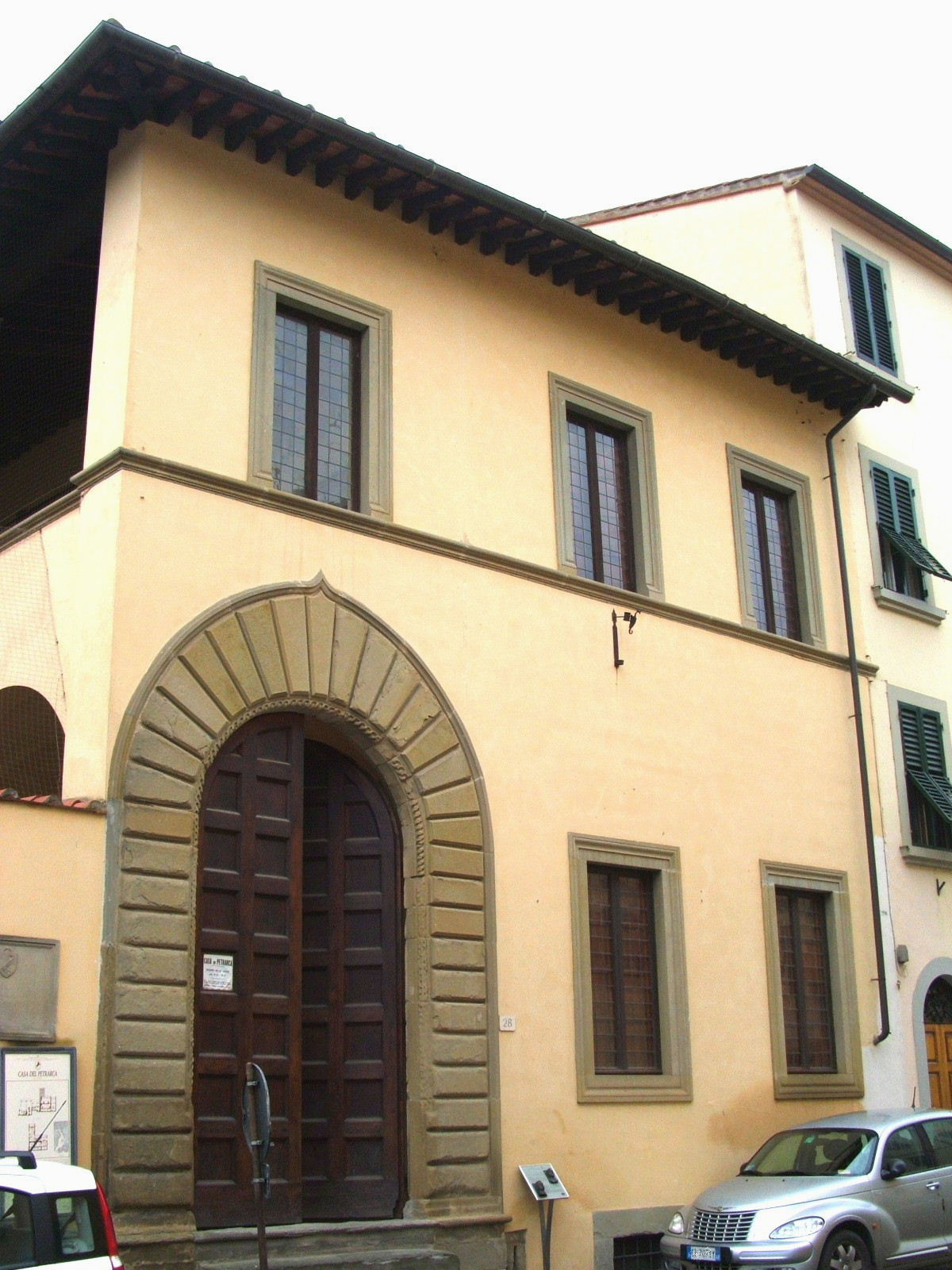
Casa del Petrarca
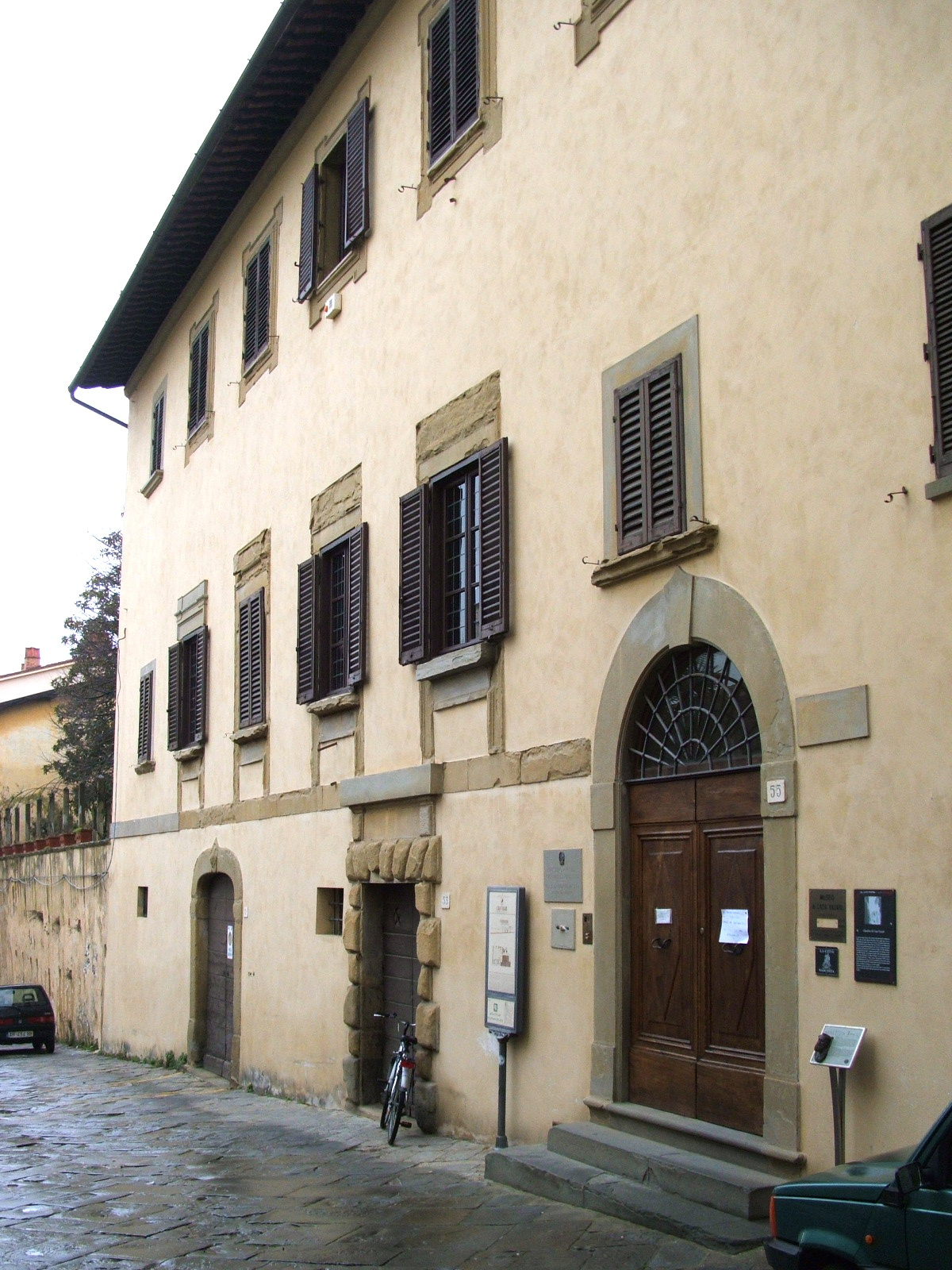
Casa di Giorgio Vasari
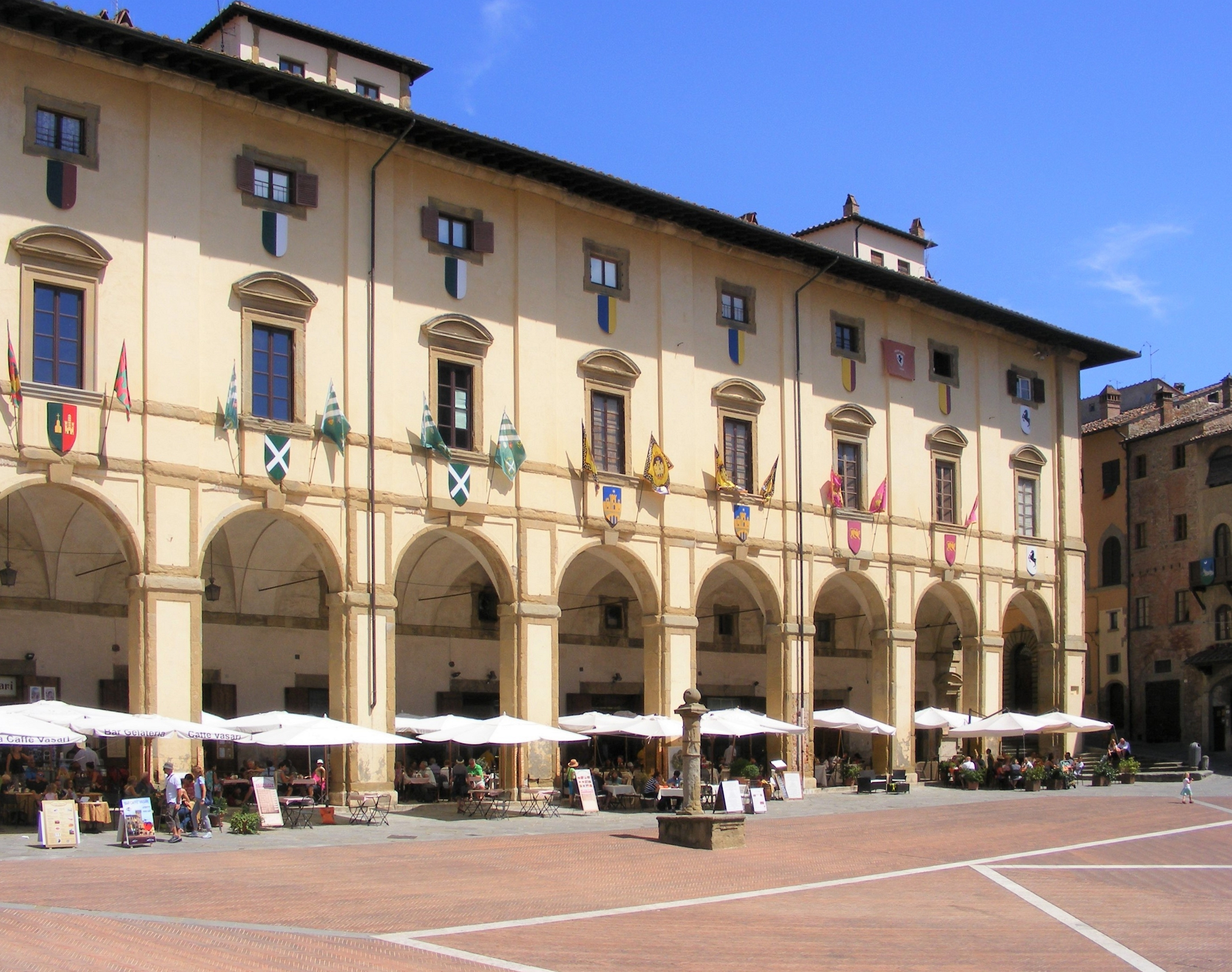
Palazzo delle Logge
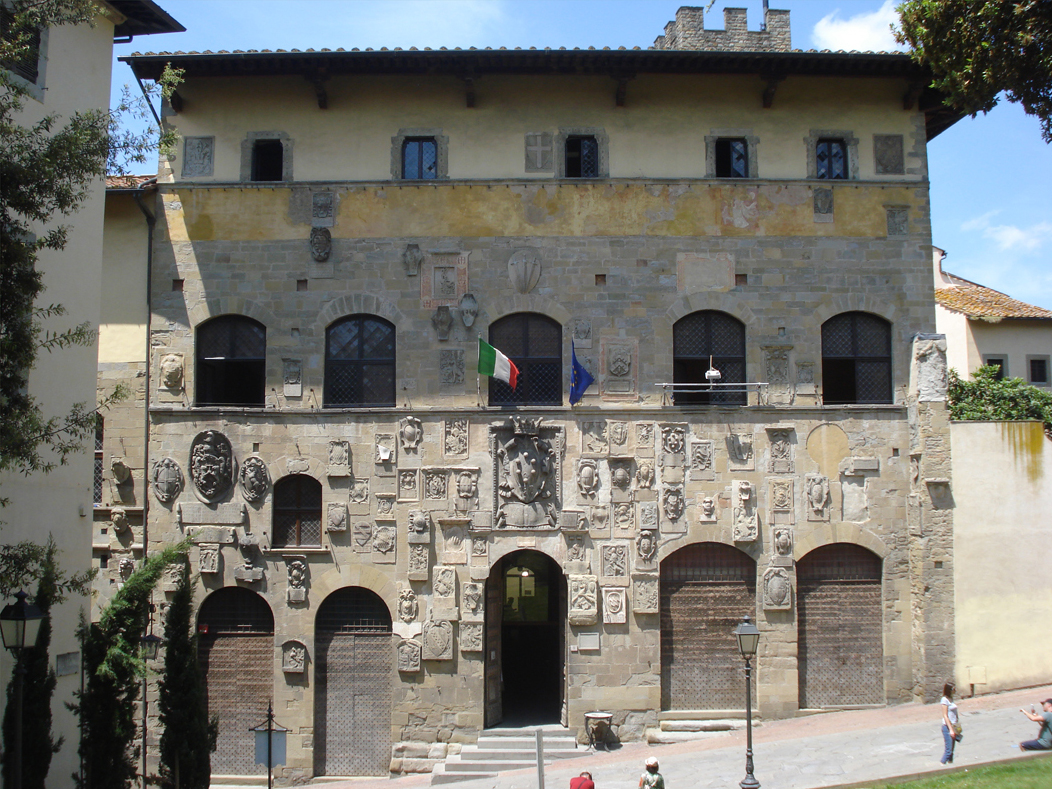
Palazzo Pretorio

## Sport
Arezzo beheimatet den Fußballklub US Arezzo, der aktuell (2019/2020) in der dritthöchsten Spielklasse Serie C spielt. Zwischen 1966 und 2007 war er 16 Jahre lang auch in der zweithöchsten Spielklasse (siehe Ewige Tabelle der Serie B).

## Wirtschaft
Ihr Kunsthandwerk machte die Stadt reich, vor allem die berühmten „Aretiner Vasen“ und die lebendig gebliebene Tradition der Schmuckherstellung. Weit über die Grenzen der Region hinaus ist Arezzo seither bekannt für seine Schmuckindustrie. Viele Hunderte von Handwerks- und Industriebetrieben tragen dazu bei, dass Arezzo als wohlhabend gilt. Außerdem kommen viele Besucher wegen des Antiquitäten-Markts und vieler Antiquitäten-Geschäfte. In jüngster Zeit ist Arezzo Filmstadt geworden. Auf der Piazza Grande und dem Corso Italia wurden einige Szenen aus Roberto Benignis preisgekröntem Film „Das Leben ist schön“ („La vita è bella“) gedreht.

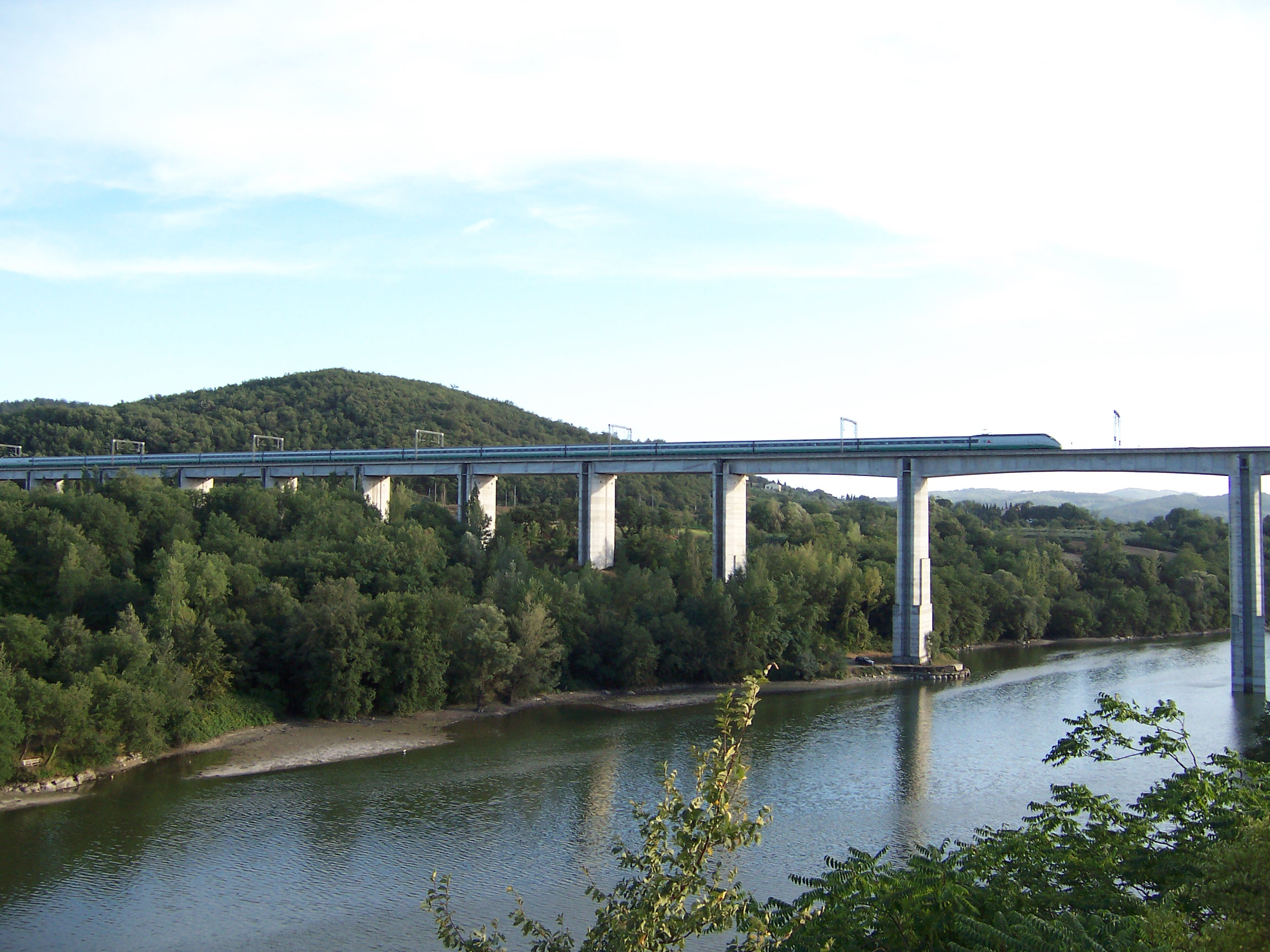
Viadukt der Direttissima Firenze–Roma bei Arezzo

## Verkehr
Arezzo liegt an der E 45 – A 1 sowie an der nördlich und südlich mit der Direttissima Firenze–Roma verbundenen Bahnstrecke Florenz–Rom und zwei durch die Trasporto Ferroviario Toscano betriebenen Nebenstrecken nach Pratovecchio-Stia bzw. Sinalunga. Arezzo hat einen Flugplatz für die Allgemeine Luftfahrt.

## Städtepartnerschaften
Arezzo unterhält mit sieben Städten und Gemeinden Partnerschaften:
| Stadt             | Land                   | seit |
| ----------------- | ---------------------- | ---- |
| Montenars         | Italien                | 1977 |
| Saint-Priest      | Frankreich             | 1981 |
| Eger              | Ungarn                 | 1989 |
| Bedford           | Vereinigtes Königreich | 1994 |
| Viseu             | Portugal               | 1998 |
| Norman (Oklahoma) | Vereinigte Staaten     | 2009 |
| Oświęcim          | Polen                  | 2009 |

## Persönlichkeiten

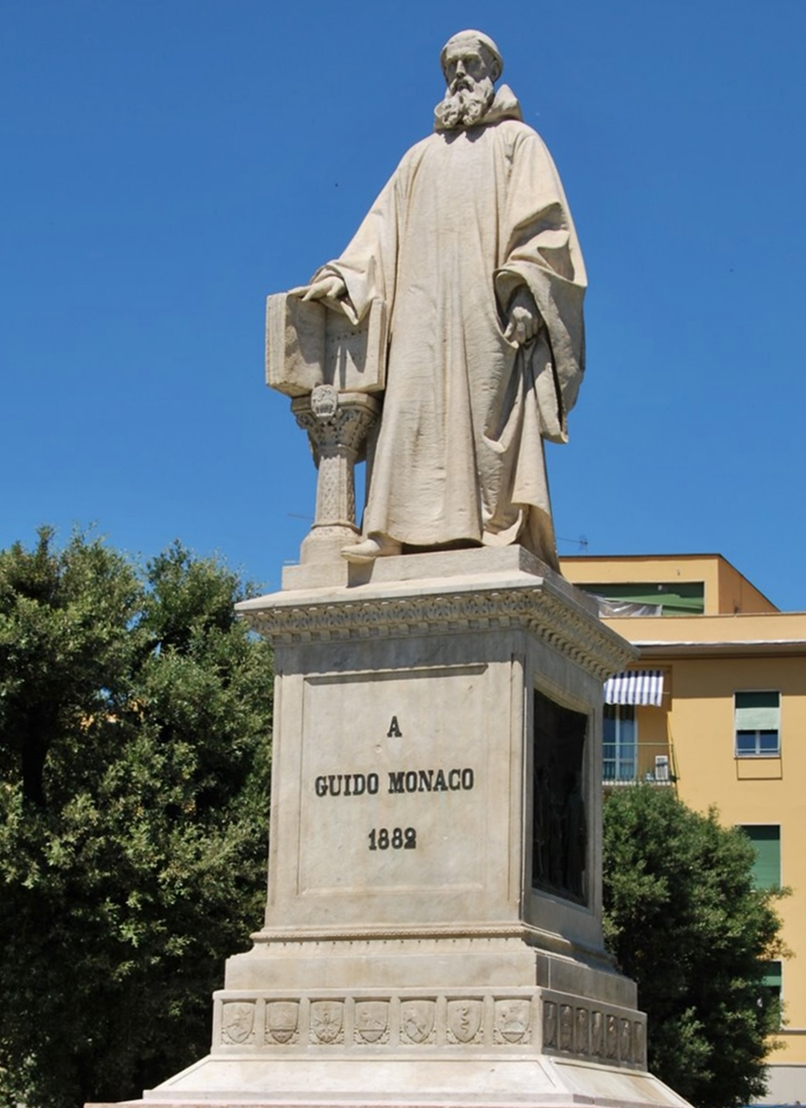
Denkmal für Guido Monaco in Arezzo

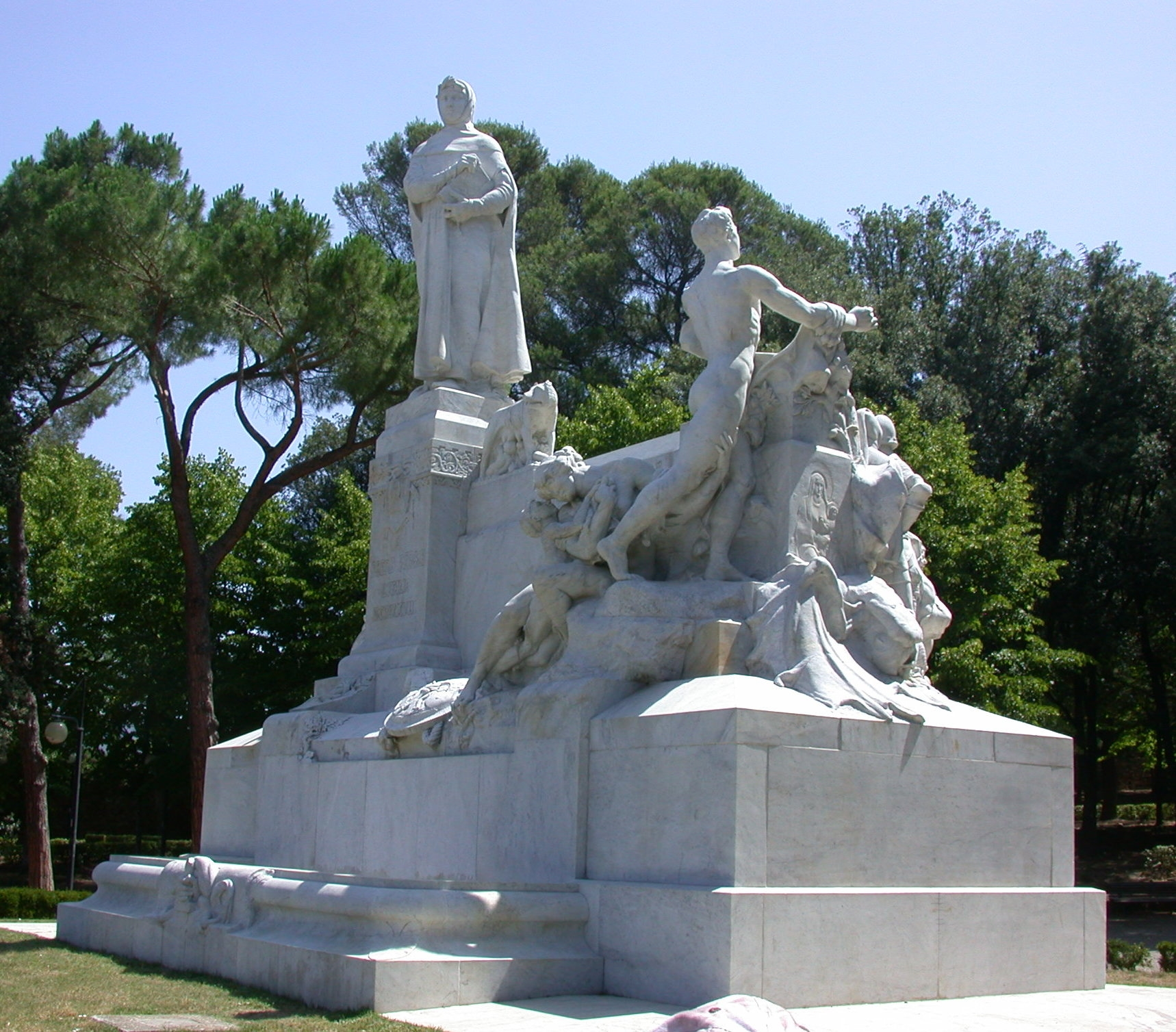
Denkmal für Francesco Petrarca in Arezzo

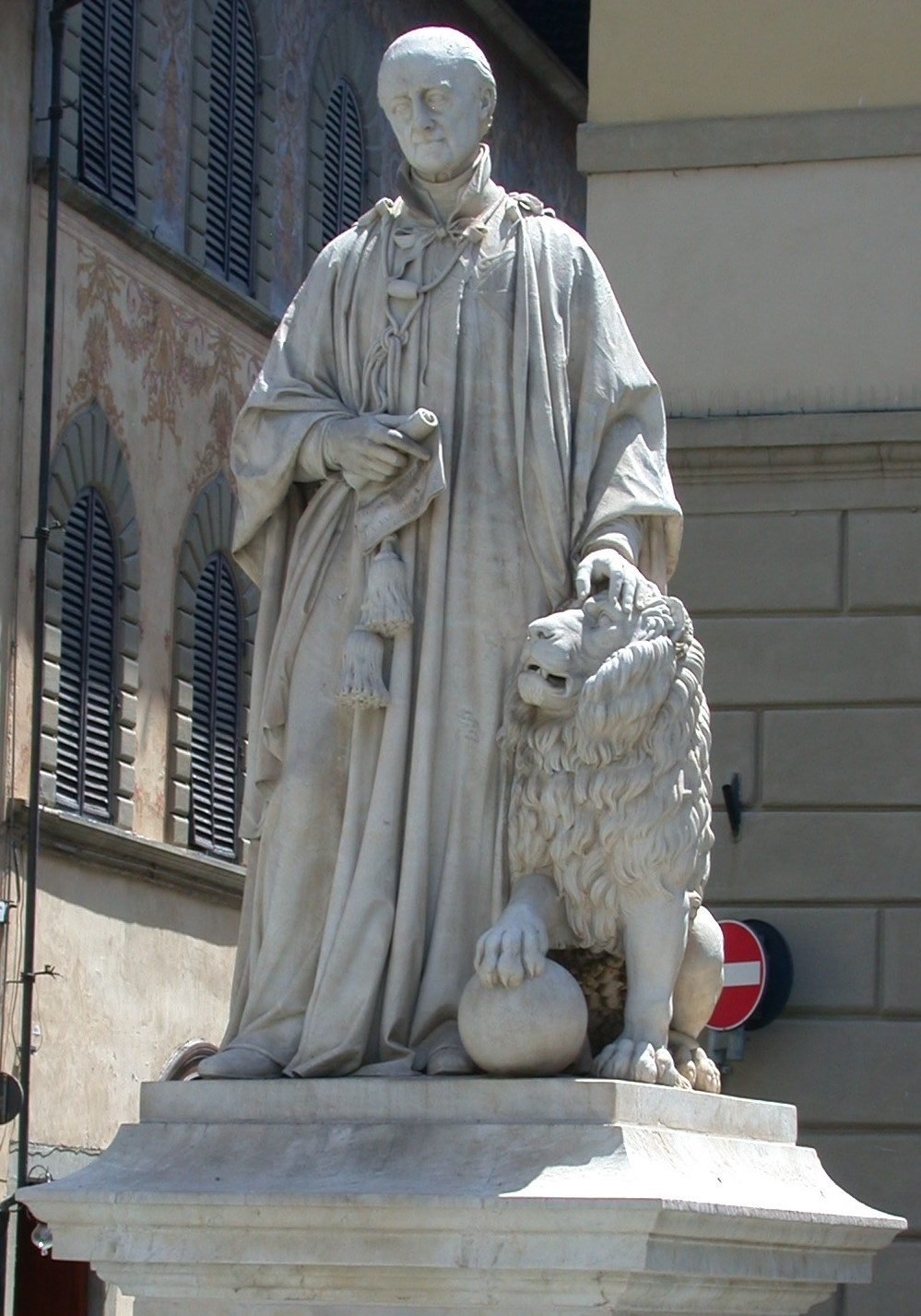
Statue von Vittorio Fossombroni in Arezzo

### Mit der Stadt verbundene Persönlichkeiten
- Donatus von Arezzo (um 300–362), Märtyrer und Bischof von Arezzo
- Guido von Arezzo (auch Guido Monaco genannt), Musiker um 1000 nach Chr., der die moderne Notenschrift entwickelte
- Adalbero III. von Basel († 1137), Bischof von Basel 1134–1137
- Guido von Arezzo der Jüngere (12. Jahrhundert), Pharmazeut
- Guittone d’Arezzo (um 1250–1294), Dichter und Mitglied der Frati gaudenti
- Gregor X. (1210–1276), Papst von 1271 bis 1276
- Margaritone d’Arezzo (um 1240–1290), Maler, Bildhauer und Architekt
- Guglielmo de Marcillat (1467/1470–1529), Glasmaler und erster Lehrer von Vasari

### In Arezzo geborene Persönlichkeiten
- Gaius Maecenas (70–8 v. Chr.), der junge Schriftsteller wie Horaz und Vergil förderte und dessen Name zum Inbegriff für großzügige Kunstförderer wurde (Mäzen)
- Benedetto Sinigardi (1190–1282), Franziskaner; auf ihn geht der Brauch des Angelusgebetes zurück
- Maria von Staufen (1201–1235), Prinzessin der Staufer
- Francesco Petrarca (1304–1374), Dichter, Gelehrter und Humanist
- Spinello Aretino (1346–1410), Maler
- Leonardo Bruni (1369–1444), Humanist und Staatskanzler von Florenz
- Antonius de Rosellis (1381–1466), Kirchenrechtler
- Pietro Aretino (1492–1556), Schriftsteller
- Benedetto Accolti (1497–1549), Kardinal der katholischen Kirche
- Giorgio Vasari (1511–1574), Maler und Baumeister, Verfasser der Lebensbeschreibungen der berühmtesten Maler, Bildhauer und Architekten (le vite)
- Andrea Cesalpino (1519–1603), Arzt, Philosoph, Botaniker und Physiologe
- Antonio Cesti (1623–1669), Opernkomponist
- Francesco Redi (1626–1697), Arzt und Dichter, widerlegte die Theorie der Abiogenese und formulierte: „Omne vivum ex ovo“
- Angelo Lorenzo Grazini (1701–1790), Kirchenhistoriker und Dichter
- Teresa Margareta Redi (1747–1770), Heilige der katholischen Kirche, Mystikerin
- Vittorio Fossombroni (1754–1844), Staatsmann und Mathematiker
- Pietro Benvenuti (1769–1844), Porträt- und Historienmaler
- Antonio Guadagnoli (1798–1858), Lyriker
- Enrico Brusoni (1878–1949), Radrennfahrer
- Francesco Severi (1879–1961), Mathematiker
- Marie-Louise Berneri (1918–1949), Autorin und Anarchistin
- Enzo Boschi (1942–2018), Geophysiker
- Franco Agostinelli (* 1944), Bischof von Prato
- Pierfrancesco Prosperi (* 1945), Science-Fiction- und Comicautor
- Patrizio Bertelli (* 1946), Unternehmer und CEO des Modekonzerns Prada
- Carla Romanelli (* 1949), Filmschauspielerin
- Luca Marmorini (* 1961), Motortechniker
- Domenico Giani (* 1962),  Generalinspekteur der vatikanischen Gendarmerie
- Amedeo Carboni (* 1965), Fußballspieler
- Vittorio Grigolo (* 1977), Opernsänger
- Daniele Bracciali (* 1978), Tennisspieler
- Daniele Bennati (* 1980), Radrennfahrer
- Luca Scassa (* 1983), Motorradrennfahrer
- Chiara Bazzoni (* 1984), Leichtathletin
- Matteo Marconcini (* 1989), Judoka
- Dylan Sprouse (* 1992), Schauspieler
- Cole Sprouse (* 1992), Schauspieler und Fotograf